# Rača (Bratislava)

Městská část v rámci Bratislavy

Rača (maďarsky Récse, německy Ratzersdorf) je městská část Bratislavy v okrese Bratislava III. Leží na severu města na východním úpatí Malých Karpat.

## Místní části
Rača se dělí na místní části: Krasňany, Rača a Východné.

## Historie
Do roku 1946 Rača byla samostatnou obcí pod názvem Račišdorf (také Rastislavice).

## Osobnosti
- Ignaz Schnitzer (1839–1921), spisovatel, novinář, překladatel a libretista; mj. napsal libreto k operetě Cikánský baron.[4][5]
- Eva Krížiková (1934-2020), herečka

- Edita Gruberová (1946-2021), sopranistka
- Peter Machajdík (* 1961), hudební skladatel